# Hans-Jürgen Jacobs
Hans-Jürgen Jacobs (* 6. April 1936 in Parchim; † 9. Dezember 2019) war ein deutscher Fertigungstechniker und ehemaliger Rektor der Technischen Universität Dresden.
Nach seinem Abitur studierte Hans-Jürgen Jacobs von 1955 bis 1961 Maschinenbau an der damaligen Technischen Hochschule Dresden. Anschließend war er dort wissenschaftlicher Assistent und Oberassistent.
Nach der Promotion 1966 zum Dr.-Ing. und der Promotion B zum Dr.sc.techn. 1970 an der TU Dresden war er von 1970 bis 1971 Forschungsgruppenleiter im Forschungszentrum des Werkzeugmaschinenkombinats „Fritz Heckert“ in Karl-Marx-Stadt. Von 1971 bis 1991 war er Ordentlicher Professor für Fertigungstechnik und Fertigungsgestaltung an der TU Dresden. Nach Ausübung anderer universitärer Funktionen an der TU Dresden, unter anderem Dekan der Fakultät Maschinenwesen, wurde er 1986 Rektor der Universität. Dieses Amt hatte er bis 1990 inne.
Nach 1990 war er Gesellschafter und Projektberater verschiedener Unternehmen.
1987 erhielt Jacobs in einem Kollektiv den Nationalpreis der DDR „für seinen Anteil an beispielhaften Lösungen der rechnergestützten Produktionsvorbereitung und automatisierten Produktion im Maschinenbau“. 1989 wurde er zum korrespondierenden Mitglied der Akademie der Wissenschaften der DDR gewählt.
Ab 1993 war er Mitglied der Gelehrtengesellschaft Leibniz-Sozietät der Wissenschaften zu Berlin.